# Smrekovica (Branisko)
Smrekovica (1 200 m n. m.) je nejvyšším bodem Braniska. Nachází se v severní části pohoří nad vesnicemi Poľanovce a Vyšný Slavkov asi 10 km severovýchodně od Spišského Podhradie na území okresu Levoča (Prešovský kraj). Vrchol poskytuje omezené výhledy na Spiš, Šariš a Levočské vrchy. Za dobré viditelnosti jsou vidět i Tatry.

## Přístup
- po modré  turistické značce ze sedla Smrekovica nebo z průsmyku Branisko
- po žluté  turistické značce ze sedla Smrekovica nebo ze vsi Vyšný Slavkov